# Big Colors
Big Colors è il diciottesimo album in studio del cantautore statunitense Ryan Adams (il quattordicesimo come solista), pubblicato nel 2021.

## Tracce
Testi e musiche di Ryan Adams.
1. Big Colors – 3:05
2. Do Not Disturb – 3:00
3. It's So Quiet, It's Loud – 3:19
4. Fuck The Rain – 3:33
5. Manchester – 2:52
6. What Am I – 2:48
7. Power – 2:42
8. I Surrender – 2:39
9. Showtime – 4:06
10. In It for the Pleasure – 4:20
11. Middle of the Line – 2:49
12. Summer Rain – 3:45